# Phyprosopus
Phyprosopus là một chi bướm đêm thuộc họ Erebidae.

## Các loài
- Phyprosopus calligrapha Hampson, 1926
- Phyprosopus callitrichoides Grote, 1872